# Enrica Freiin von Handel-Mazzetti
Enrica Freiin von Handel-Mazzetti (10 stycznia 1871 w Wiedniu, zm. 8 kwietnia 1955 w Linzu) – austriacka pisarka.

## Życiorys
Miała pochodzenie szlacheckie. Jej babka ze strony ojca miała włoskie korzenie. Enrica urodziła się 4 miesiące po śmierci swojego ojca, kapitana wojska austro-węgierskiego. Odbyła edukację domową, a następnie studiowała na Uniwersytecie Wiedeńskim. Po śmierci matki (1901) zamieszkała z wujem w Steyr, a następnie przeprowadziła się do Linz, gdzie spędziła resztę życia.
Tematyka twórczości Handel-Mazzetti obejmuje między innymi problematykę konfliktów religijnych. Do 1890 pisarka swoje utwory publikowała w gazecie „Wiener Zeitung”. Jako powieściopisarka zadebiutowała w 1900 roku, wydając książkę „Meinrad Helmpergers denkwürdiges Jahr” („Pamiętny rok Meinrada Helmpergera”). W 1906 wydano powieść jej autorstwa „Jesse und Maria („Jesse i Maria”), w 1910 „Die arme Margaret” („Biedna Małgorzata”). Pisarka ma w dorobku 2 trylogie: „Stephana Schwertner” (1912–1914) i „Das Rosenwunder” („Cud różany”) (1924–1926). W 1920 Handel-Mazzetti wydała powieść biograficzną poświęconą księciu austriackiemu Karolowi „Der deutsche Held” („Niemiecki bohater”). W latach 1915–1921 wydrukowano kolejno 5 tomów „Ritas Briefe” („Listy Rity”), a w 1922 „Ritas Vermächtnis” („Testament Rity”). W 1934 wydano „Die Waxenbergerin.” (Kobieta z Waxenberga). W 1939–1940 pojawiły się 2 tomy „Graf Reichard.
Enrica Freiin von Handel-Mazzetti opowiadała się w swojej twórczości za tolerancją religijną. Wpisała się w historię literatury austriackiej jako odnowicielka powieści historycznej tworzonej z katolickiego punktu widzenia. Jej utwory wywołały kontrowersje ze względu na przedstawione przez nią obrazy innowierców.